# Скала (Новосибірська область)
Скала (рос. Скала) — село у Коливанському районі Новосибірської області Російської Федерації.
Входить до складу муніципального утворення Скалинська сільрада. Населення становить 1773 особи (2010).

## Історія
Згідно із законом від 2 червня 2004 року органом місцевого самоврядування є Скалинська сільрада.

## Населення
| 2002 | 2007  | 2010  |
| ---- | ----- | ----- |
| 1850 | ↗1977 | ↘1773 |

## Персоналії
- Макаров Василь Іванович (1914—1964) — радянський актор театру та кіно.